# DirectWrite
DirectWriteは、Microsoft DirectXのコンポーネントの1つであり、GDI/GDI+の後継となる文字描画用API群である。略称はDWrite。Direct2Dを経由してハードウェアアクセラレーションによる高速なテキスト描画が可能となるほか、OpenTypeの機能への対応や多数の言語への対応などが含まれる。また縦方向のアンチエイリアス処理が付加されたClearType処理も備えている。Windows 7およびWindows Server 2008 R2以降のOSで標準実装・サポートされているが、バージョン1.0はDirect2DとともにWindows VistaおよびWindows Server 2008にもバックポートされた。
DirectWriteはDirect2Dとともにナンバリングされており、Windows 7とともにリリースされたバージョン1.0、Windows 8とともにリリースされたバージョン1.1、Windows 8.1とともにリリースされたバージョン1.2、Windows 10とともにリリースされたバージョン1.3が存在する。Windows 10の機能更新時に、DirectWriteにも機能が追加されている。
DirectWriteは主にDirect2Dと組み合わせて利用することを想定されているが、GDIとの相互運用もサポートしており、GDIフォントとの相互変換や、デバイスコンテキストを経由したGDIサーフェイスへの描画が可能となっている。

## 縦書き
従来のGDI/GDI+は縦書きに対応しており、単価記号（アットサイン、アットマーク）@で始まる名前のフォント（縦書きのグリフを含むフォント）と回転角度指定あるいは縦方向フォーマットフラグを使用することで、日本語などアジア系言語の縦書きを実現することができる。Windows 7までのDirectWriteは縦書きに対応していなかったが、Windows 8以降のDirectWriteは縦書きにも対応するようになった。

## カラーフォント
OpenTypeのカラーフォント（カラー絵文字）への対応は、Windows 8.1から始まった。当初はレイヤー方式（COLR/CPAL）のみをサポートしていたが、Windows 10 Anniversary Update (バージョン1607、ビルド14393) でSVG方式や埋め込みビットマップ方式（CBDT/CBLCおよびsbix）にも対応した。